# Orlando Uršič
Orlando Uršič, slovenski urednik in pisatelj, * 1971 Jesenice
Je diplomirani ekonomist ter ustanovitelj in glavni urednik založbe Litera. V slovenskih literarnih revijah objavlja kratke zgodbe. V zadnjem času piše tudi recenzije in publicistične tekste.
Nominiran je bil za najboljšo kratko zgodbo na razpisu Sodobnosti. Leta 1999 je prejel drugo nagrado na natečaju RTV SLO za scenarij za celovečerni film Beg iz klavnice. V letu 2021 je prejel najvišje priznanje Mestne občine Maribor za dosežke na področju kulture, Glazerjevo listino za delo na področju uredništva.

### Romani
- Gosposka, mater, si ozka (1996)
- Tadejev dež (2008)
- Krušni oče (2022)

### Zbirka kratke proze
- Sadovnjak (2009)

### Za otroke
- Žabca v želodcu (slikanica, 2024)